# CIA: Die ganze Geschichte
CIA: Die ganze Geschichte (im Original: Legacy of Ashes: The History of the CIA) ist ein historisches Werk von Tim Weiner. Es beschäftigt sich mit der Geschichte der Central Intelligence Agency (CIA) von ihrer Gründung im Jahr 1947 an, bis 2007, dem Erscheinungsjahr der englischen Ausgabe.

## Inhalt
Tim Weiner wertete für sein Werk nach eigenen Angaben innerhalb von 20 Jahren 50.000 Dokumente aus und befragte hunderte Personen, darunter Mitarbeiter von Geheimdiensten, Ex-Agenten, Insider und mit den Nachrichtendiensten befasste Politiker oder Diplomaten. Im Vorwort gibt er an, dass er keine anonymen Quellen und keine Zitate ohne Nachweis verwendet. So sei sein Buch das erste über die CIA, das sich vollständig auf Informationen aus erster Hand und Primärdokumente bezieht.
Weiner beschreibt chronologisch die Entwicklung der CIA. Er beginnt mit der Gründung der Agency, die ursprünglich die Aufgabe hatte, eine weitere Überraschung wie den Angriff auf Pearl Harbor zu verhindern. Ausführlich widmet sich das Buch der Rolle im Kalten Krieg, insbesondere in Mittel- und Südamerika. Auch die Sinnkrise des Dienstes nach Beendigung des Konfliktes mit der Sowjetunion wird ausgeführt. Ebenso behandelt Weiner die Entwicklungen in den Jugoslawienkriegen. Die letzten Kapitel beschäftigen sich schließlich mit den Terroranschlägen am 11. September 2001 und dem darauffolgenden Krieg gegen den Terror.
Besonders ausführlich beschreibt er das Verhältnis der jeweiligen US-Präsidenten zur CIA und die durchgehend vorhandenen Probleme bei der Rekrutierung fähiger Mitarbeiter.
Insgesamt gibt Weiner ein vernichtendes Urteil über den Nachrichtendienst ab, der seiner Meinung nach niemals in der Lage war, seine ureigensten Aufgaben zu erfüllen. Ein Umstand, den der Autor ausdrücklich bedauert.

## Kritik
In einer offiziellen Stellungnahme der CIA wurde das Werk durch Nicholas Dujmovic heftig kritisiert. Es sei „nicht die definitive Geschichte der CIA, die es zu sein vorgibt“ (“…is not the definitive history of the CIA that it purports to be.”) und das Werk sei auch nicht so gut recherchiert, wie zahlreiche Rezensenten behaupten. Außerdem sei die „zentrale Episode in Weiners Buch ein erfundener Dialog …der niemals stattgefunden hat.“ (“The central episode in Weiner’s book is an invented dialogue, a created exchange that never happened.”). Der Autor habe seine Quellen selektiv ausgewertet, sei fasziniert vom Negativen und übersehe zahlreiche Erfolge der Agency.
Wolfgang Gast von der tageszeitung bezeichnete CIA: Die ganze Geschichte als „Buch der Superlative“ und „kleine Sensation“, kritisierte aber die zu kleine Distanz des Autors zur CIA.
In seiner Besprechung in der Zeit fand Bernd Greiner, dass das Werk „eine Maßstäbe setzende Studie“ sei, „durch erhellende Thesen und weiterführende Fragestellungen besticht“ und außerdem „bemerkenswerte Aussagen über die Außen- und Sicherheitspolitik der USA insgesamt“ enthält.

## Auszeichnungen
CIA: Die ganze Geschichte erhielt 2007 den National Book Award der National Book Foundation in der Kategorie Nonfiction (Sachbuch). Im selben Jahr zeichnete die Los Angeles Times das Werk mit dem Los Angeles Times Book Prize im Bereich History (Geschichte) aus.

## Ausgabe
- Tim Weiner: CIA. Die ganze Geschichte. 6. Auflage. Fischer Taschenbuch Verlag, 2009, ISBN 978-3-596-17865-0, S. 864 (englisch: Legacy of Ashes – The History of the CIA. Übersetzt von Elke Enderwitz, Ulrich Enderwitz, Monika Noll und Rolf Schubert).